# Kilenc Szent

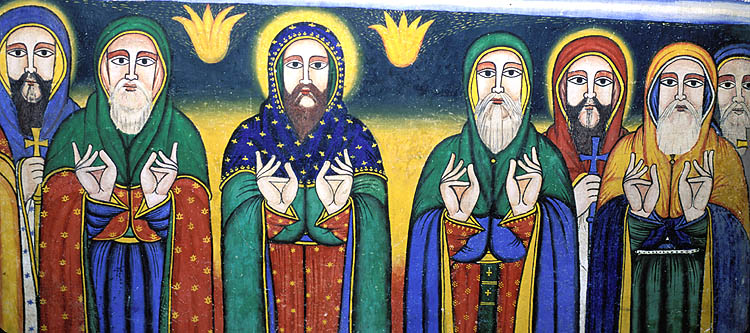
Heten a Kilenc Szent közül egy akszúmi falfestményen

A Kilenc Szent misszionáriusok egy csoportja, akik az 5. században nagy szerepet játszottak Etiópia, a korabeli Akszúmi Királyság keresztény hitre térítésében.

## A szentek
A kilenc szent neve a következő volt:
Abba Aftse, Abba Alef, Abba Aragawi, Abba Garima (Izsák vagy Yeshaq), Abba Guba, Abba Liqanos, Abba Pantelewon, Abba Sehma és Abba Yem’ata

## Származás
A hittérítőket hagyományosan szíriai származásúaknak tartották, ám Paul B. Hentze szerint közülük kettő vagy három származik csak erről a területről, a többiek Konstantinápolyból, Rómából és Anatóliából érkeztek.
Az etióp történész Tadesse Tamrat szerint a hittérítők a khalkédóni zsinat (451) utáni monofizita/miafizita irányzat képviselőiként ellentétbe kerültek a többségi diofizitizmussal, ezért kényszerültek a kereszténység perifériájára. A térítőket örömmel fogadta az akszúmi uralkodó.

## Tevékenység
Térítéseik nyomán a kereszténység az Akszúm és Adulis kikötőváros közötti karavánutak mentén terjedt tovább.
A térítés megerősítése érdekében szerzetesi közösségeket is alapítottak, melyek a kopt egyházatya, Szent Pakhómiosz előírásait követték. Abba Aftse Yehában, Abba Alef a Mareb déli partján fekvő Bi'isában, Abba Aragawi a később legfontosabbá váló Debre Damóban alapítottak kolostort.

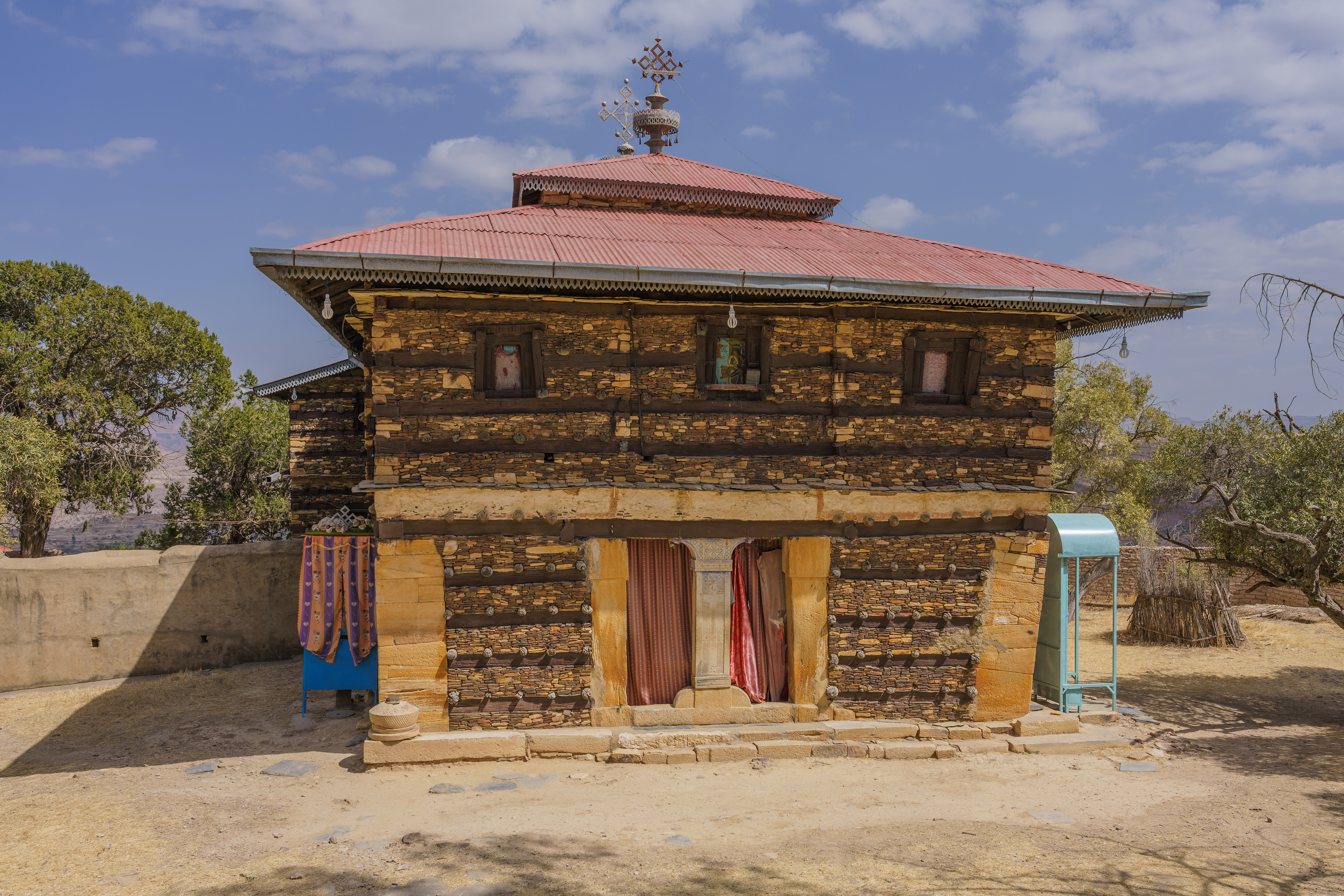
Debre Damo kolostora.

Abba Liqanos és Pantelewon valószínűleg az akszúmi Pantelewon Kolostort hozták létre, Abba Garima egy róla elnevezett kolostort alapított Aduától északra, Abba Guba Madarábam, Abba Sehma Sedenyában, Abba Yem'ata pedig a legdélebbre fekvő Gar'altában hozott létre szerzetesi közösséget.

## Fordítás
- Ez a szócikk részben vagy egészben  a   Nine Saints című angol Wikipédia-szócikk fordításán alapul.  Az eredeti cikk szerkesztőit annak laptörténete sorolja fel. Ez a jelzés csupán a megfogalmazás eredetét és a szerzői jogokat jelzi, nem szolgál a cikkben szereplő információk forrásmegjelöléseként.